# Ceaulmont
Ceaulmont är en kommun i departementet Indre i regionen Centre-Val de Loire i de centrala delarna av Frankrike. Kommunen ligger i kantonen Éguzon-Chantôme som tillhör arrondissementet La Châtre. År 2022 hade Ceaulmont 673 invånare.

## Befolkningsutveckling
Antalet invånare i kommunen Ceaulmont
Referens:INSEE